# Lista de presidentes do Vietnã
O Presidente da República Socialista do Vietnã, conhecido oficialmente como Presidente do Conselho de Estado entre 1981 e 1992, é o chefe de Estado da República Socialista do Vietnã. Além disto, o Presidente do Vietnã é também o chefe de governo juntamente com o Primeiro-ministro. O presidente representa o país na esfera global e lidera o governo na esfera interna, supervisionando a condução da política interna enquanto preserva a estabilidade do sistema político vietnamita. 
O Presidente nomeia o Primeiro-ministro, Vice-presidentes, Ministros de Estado e outros cargos com o consentimento da Assembleia Nacional. O chefe de Estado é também comandante-em-chefe das Forças Armadas do Vietnã e chefia o Conselho de Defesa e Segurança Nacional, este último sendo um órgão da Assembleia Nacional. Uma vez que o Vietnã é um Estado unipartidário - tendo o Partido Comunista do Vietnã como partido dominante segundo a Constituição do país - todos os presidentes da República Democrática e da presente República Socialista têm sido membros deste mesmo partido. 
O cargo de Presidente do Vietnã remonta ao líder socialista Hồ Chí Minh, o primeiro a ocupar o cargo na República Democrática em 1945. Hồ Chí Minh governou o país até a data de sua morte, em 1969, sendo sucedido pelo então Vice-presidente Tôn Đức Thắng. Entretanto, o cargo atual não possui correlação histórica com o extinto cargo de chefe de Estado do Vietnã do Sul. A alternância de oficialidade dos governos de ambos os territórios até a Reunificação em 1976 levou a uma múltipla sucessão de presidentes, sendo que o atual sistema político do país reconhece apenas 10 presidentes em sua história - o que exclui o primeiro governo de Nguyễn Hữu Thọ entre 1969 e 1976.
O atual Presidente do Vietnã é Lương Cường.

## Presidentes do Vietnã
| Presidente | Presidente          | Presidente                  | Mandato presidencial   | Mandato presidencial   | Posição  | Partido político                                                       |
| ---------- | ------------------- | --------------------------- | ---------------------- | ---------------------- | -------- | ---------------------------------------------------------------------- |
| 1          |                     | Hồ Chí Minh (1890–1969)     | 2 de setembro de 1945  | 2 de setembro de 1969  | 1        | Partido Comunista da Indochina Partido Comunista do Vietnã (1951-1959) |
| –          |                     | Tôn Đức Thắng (1888–1980)   | 3 de setembro de 1969  | 2 de julho de 1976     | 1        | Partido dos Trabalhadores do Vietnã                                    |
| –          |                     | Nguyễn Hữu Thọ (1910–1996)  | 8 de junho de 1969     | 2 de julho de 1976     |          | Partido Revolucionário Popular                                         |
| –          | 30 de março de 1980 | Nguyễn Hữu Thọ (1910–1996)  | 4 de julho de 1981     | Interino               |          | Partido Revolucionário Popular                                         |
| 2          |                     | Trường Chinh (1907–1988)    | 4 de julho de 1981     | 18 de junho de 1987    | 2        | Partido Comunista do Vietnã                                            |
| 3          |                     | Vo Chi Cong (1912–2011)     | 18 de junho de 1987    | 22 de setembro de 1992 | 3        | Partido Comunista do Vietnã                                            |
| 4          |                     | Le Duc Anh (1920–2019)      | 23 de setembro de 1992 | 23 de setembro de 1997 | 2        | Partido Comunista do Vietnã                                            |
| 5          |                     | Trần Đức Lương (1937–2025)  | 24 de setembro de 1997 | 26 de junho de 2006    | 2        | Partido Comunista do Vietnã                                            |
| 6          |                     | Nguyễn Minh Triết (1942–)   | 27 de junho de 2006    | 25 de julho de 2011    | 4        | Partido Comunista do Vietnã                                            |
| 7          |                     | Truong Tan Sang (1949–)     | 25 de julho de 2011    | 2 de abril de 2016     | 1        | Partido Comunista do Vietnã                                            |
| 8          |                     | Trần Đại Quang (1956–2018)  | 2 de abril de 2016     | 21 de setembro de 2018 | 2        | Partido Comunista do Vietnã                                            |
| –          |                     | Đặng Thị Ngọc Thịnh (1959–) | 21 de setembro de 2018 | 23 de outubro de 2018  | Interina | Partido Comunista do Vietnã                                            |
| 9          |                     | Nguyễn Phú Trọng (1944–)    | 23 de outubro de 2018  | 5 de abril de 2021     | 1        | Partido Comunista do Vietnã                                            |
| 10         |                     | Nguyễn Xuân Phúc (1954–)    | 5 de abril de 2021     | 18 de janeiro de 2023  | 1        | Partido Comunista do Vietnã                                            |
| –          |                     | Võ Thị Ánh Xuân (1970–)     | 18 de janeiro de 2023  | 2 de março de 2023     | Interina | Partido Comunista do Vietnã                                            |
| 11         |                     | Võ Văn Thưởng (1970–)       | 2 de março de 2023     | 21 de março de 2024    |          | Partido Comunista do Vietnã                                            |
| –          |                     | Võ Thị Ánh Xuân (1970–)     | 21 de março de 2024    | 22 de maio de 2024     | Interina | Partido Comunista do Vietnã                                            |
| 12         |                     | Tô Lâm (1957–)              | 22 de maio de 2024     | 21 de outubro de 2024  |          | Partido Comunista do Vietnã                                            |
| 13         |                     | Lương Cường (1957–)         | 21 de outubro de 2024  | presente               |          |                                                                        |